# Ниши-ку
Ниши-ку (јап. 西区) Nishi-ku је градска четврт града Кумамото, Јапан. Име ове четврти буквално значи "западна четврт" и граничи се са четвртима Кита-ку, Чуо-ку, Минами-ку, као и вароши Гјокуто и градом Тамана. По попису из 2012. године у четврти је живело 93.394 становника на површини од 88,21 км².